# 小行星9984
小行星9984（9984 Gregbryant）是一颗绕太阳运转的小行星，为主小行星带小行星。该小行星于1996年4月18日发现。

## 轨道参数
小行星9984的轨道半长轴为2.4896621 UA，离心率为0.043。